# Cryphia imparoides
Cryphia imparoides är en fjärilsart som beskrevs av Charles E. Rungs 1972. Cryphia imparoides ingår i släktet Cryphia och familjen nattflyn. Inga underarter finns listade i Catalogue of Life.